# Phthinia humilis
Phthinia humilis är en tvåvingeart som beskrevs av Johannes Winnertz 1863. Phthinia humilis ingår i släktet Phthinia och familjen svampmyggor. Arten är reproducerande i Sverige. Inga underarter finns listade i Catalogue of Life.